# 6-Stunden-Rennen von São Paulo 2014

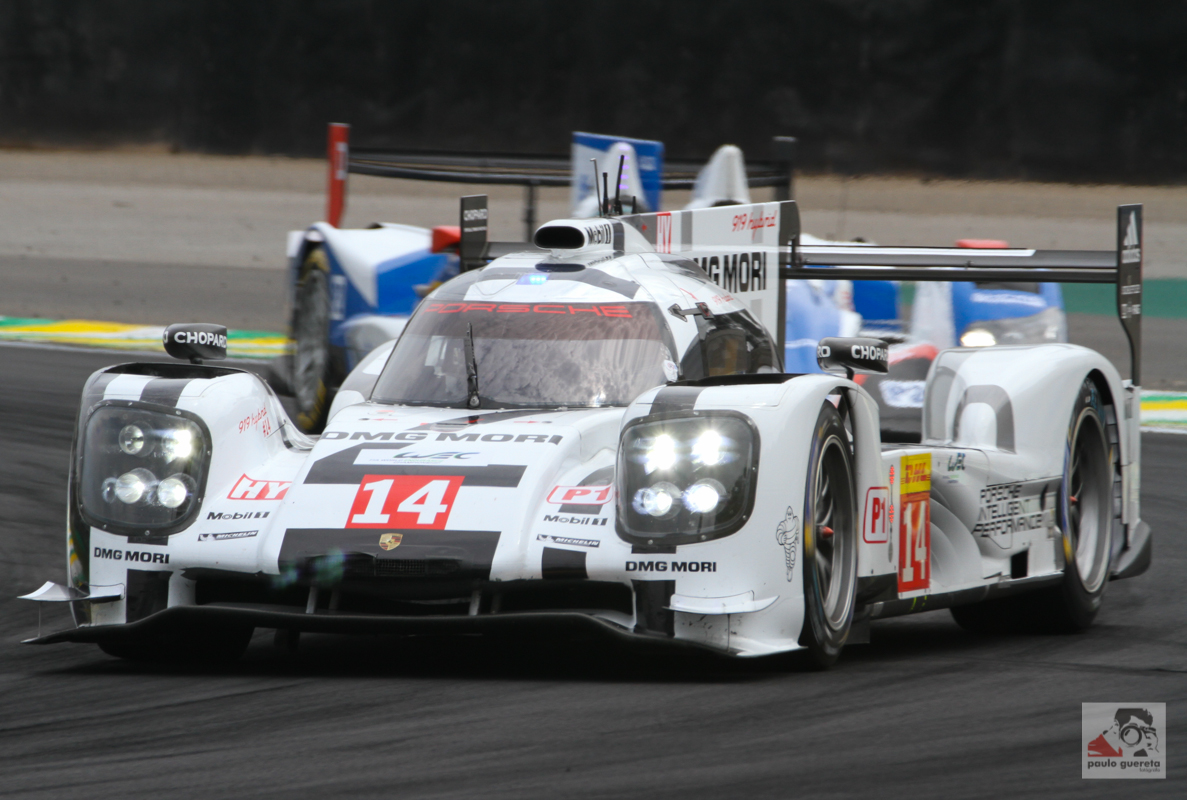
Porsche 919 Hybrid; Siegerwagen von Marc Lieb, Romain Dumas und Neel Jani

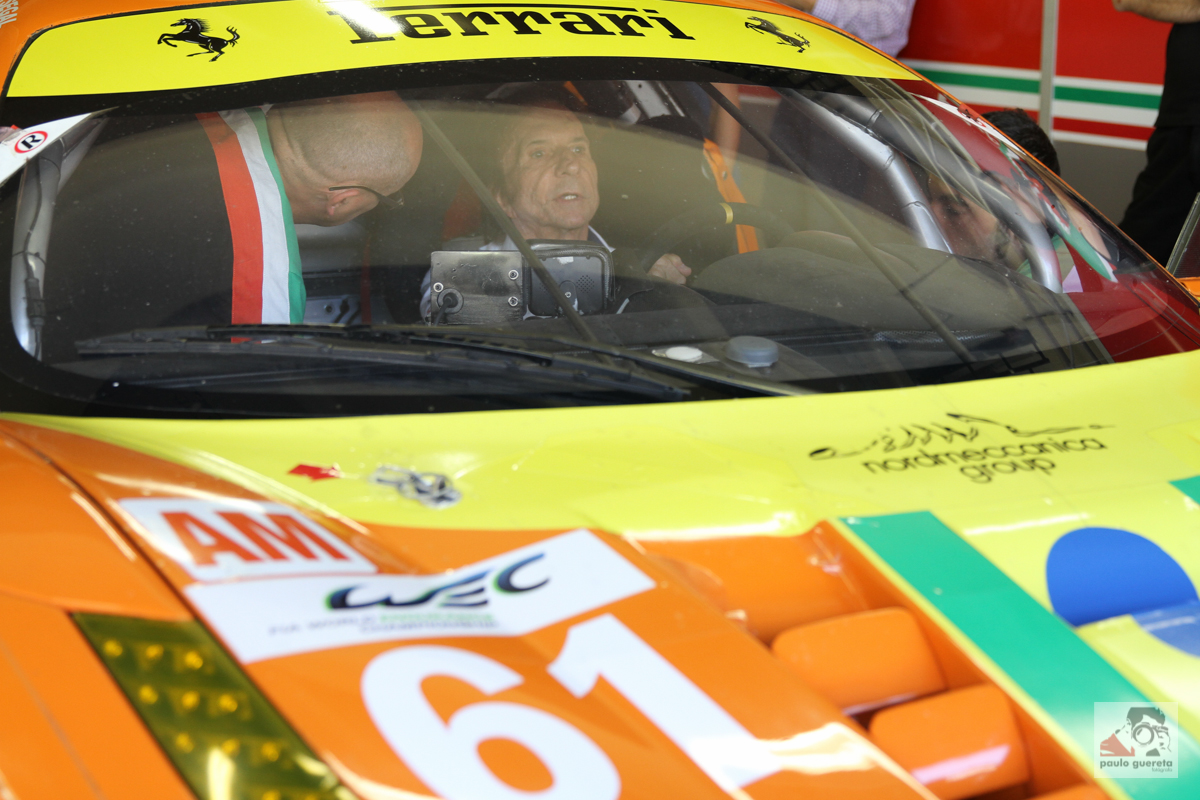
Der von Emerson Fittipaldi am Steuer des Ferrari 458 Italia GT2

Das 6-Stunden-Rennen von São Paulo 2014, auch  2014 6 Hours of São Paulo, fand am 30. November auf dem Autódromo José Carlos Pace statt und war der achte und letzte Wertungslauf der FIA-Langstrecken-Weltmeisterschaft dieses Jahres.

## Das Rennen
Der Wertungslauf in São Paulo endete mit dem ersten Rennsieg eines Werks-Porsche 919 Hybrid in der Weltmeisterschaft. Marc Lieb, Romain Dumas und Neel Jani gewannen mit dem sehr knappen Vorsprung von 0,170 Sekunden auf den Toyota TS040 Hybrid von Anthony Davidson und Sébastien Buemi. Der zweite Porsche 919 Hybrid war kurz vor dem Rennende in einen schweren Unfall verwickelt. Durch ein Missverständnis beim Überrunden kollidierte Mark Webber im Porsche auf der schnellen Passage zwischen den Kurven 14 und 15 auf dem Weg zur Start-und-Ziel-Linie mit dem Ferrari 458 Italia GT2 von Matteo Cressoni. Als Folge der Kollision prallte der Porsche in die Barriere, die die Rennstrecke von der Boxeneinfahrt trennt. Durch die Wucht des Aufpralls wurde der Porsche in zwei Stück gerissen. Mark Webber entstieg dem intakten Cockpit unverletzt. 
Der 68-jährige zweimalige Formel-1-Weltmeister Emerson Fittipaldi fuhr als FIA-Bronze-Fahrer den Ferrari 458 Italia GT2 mit der Startnummer 61 und erreichte mit den Teamkollegen Jeff Segal und Alessandro Pier Guidi den 21. Gesamtrang.

## Ergebnisse

### Schlussklassement
| 1           | LMP1-H    | 14 | Porsche Team          | Marc Lieb Romain Dumas Neel Jani                      | Porsche 919 Hybrid       | 249 |
| 2           | LMP1-H    | 8  | Toyota Racing         | Anthony Davidson Sébastien Buemi                      | Toyota TS040 Hybrid      | 249 |
| 3           | LMP1-H    | 1  | Audi Sport Team Joest | Tom Kristensen Loïc Duval Lucas di Grassi             | Audi R18 e-tron quattro  | 248 |
| 4           | LMP1-H    | 7  | Toyota Racing         | Alexander Wurz Stéphane Sarrazin Mike Conway          | Toyota TS040 Hybrid      | 248 |
| 5           | LMP1-H    | 2  | Audi Sport Team Joest | André Lotterer Marcel Fässler Benoît Tréluyer         | Audi R18 e-tron quattro  | 248 |
| 6           | LMP2      | 47 | KCMG                  | Matthew Howson Richard Bradley Alexandre Imperatori   | Oreca 03R                | 225 |
| 7           | LMGTE-Pro | 97 | Aston Martin Racing   | Darren Turner Stefan Mücke                            | Aston Martin Vantage GTE | 221 |
| 8           | LMGTE-Pro | 92 | Porsche Team Manthey  | Patrick Pilet Frédéric Makowiecki                     | Porsche 911 RSR          | 221 |
| 9           | LMGTE-Pro | 71 | AF Corse              | Davide Rigon James Calado                             | Ferrari 458 Italia GT2   | 221 |
| 10          | LMGTE-Pro | 51 | AF Corse              | Gianmaria Bruni Toni Vilander                         | Ferrari 458 Italia GT2   | 220 |
| 11          | LMGTE-Pro | 99 | Aston Martin Racing   | Darryl O’Young Alex MacDowall Fernando Rees           | Aston Martin Vantage GTE | 220 |
| 12          | LMGTE-Pro | 91 | Porsche Team Manthey  | Richard Lietz Jörg Bergmeister                        | Porsche 911 RSR          | 220 |
| 13          | LMGTE-Am  | 98 | Aston Martin Racing   | Paul Dalla Lana Pedro Lamy Christoffer Nygaard        | Aston Martin Vantage GTE | 219 |
| 14          | LMGTE-Am  | 95 | Aston Martin Racing   | David Heinemeier Hansson Kristian Poulsen Nicki Thiim | Aston Martin Vantage GTE | 219 |
| 15          | LMGTE-Am  | 81 | AF Corse              | Steve Wyatt Michele Rugolo Andrea Bertolini           | Ferrari 458 Italia GT2   | 219 |
| 16          | LMGTE-Am  | 88 | Proton Competition    | Christian Ried Klaus Bachler Khaled Al Qubaisi        | Porsche 911 RSR          | 217 |
| 17          | LMGTE-Am  | 75 | Prospeed Competition  | François Perrodo Matthieu Vaxivière Emmanuel Collard  | Porsche 997 GT3-RSR      | 217 |
| 18          | LMP1-L    | 13 | Rebellion Racing      | Dominik Kraihamer Andrea Belicchi Fabio Leimer        | Rebellion R-One          | 214 |
| 19          | LMP1-L    | 12 | Rebellion Racing      | Nicolas Prost Nick Heidfeld Mathias Beche             | Rebellion R-One          | 211 |
| 20          | LMP2      | 27 | SMP Racing            | Sergey Zlobin Maurizio Mediani Nicolas Minassian      | Oreca 03R                | 207 |
| 21          | LMGTE-Am  | 61 | AF Corse              | Jeff Segal Emerson Fittipaldi Alessandro Pier Guidi   | Ferrari 458 Italia GT2   | 186 |
| Ausgefallen |           |    |                       |                                                       |                          |     |
| 22          | LMP1-H    | 20 | Porsche Team          | Timo Bernhard Brendon Hartley Mark Webber             | Porsche 919 Hybrid       | 236 |
| 23          | LMGTE-Am  | 90 | 8 Star Motorsports    | Matteo Cressoni Paolo Ruberti Gianluca Roda           | Ferrari 458 Italia GT2   | 205 |
| 24          | LMP2      | 37 | SMP Racing            | Kirill Ladygin Anton Ladygin Viktor Shaitar           | Oreca 03                 | 136 |
| 25          | LMP1-L    | 9  | Lotus                 | Lucas Auer Pierre Kaffer                              | CLM P1/01                | 60  |
| 26          | LMP2      | 26 | G-Drive Racing        | Roman Rusinov Olivier Pla Julien Canal                | Ligier JS P2             | 41  |

### Nur in der Meldeliste
Zu diesem Rennen sind keine weiteren Meldungen bekannt.

### Klassensieger
| Klasse    | Fahrer            | Fahrer          | Fahrer               | Fahrzeug                 | Platzierung im Gesamtklassement |
| --------- | ----------------- | --------------- | -------------------- | ------------------------ | ------------------------------- |
| LMP1-H    | Marc Lieb         | Romain Dumas    | Neel Jani            | Porsche 919 Hybrid       | Gesamtsieg                      |
| LMP1-L    | Dominik Kraihamer | Andrea Belicchi | Fabio Leimer         | Rebellion R-One          | Rang 18                         |
| LMP2      | Matthew Howson    | Richard Bradley | Alexandre Imperatori | Oreca 03R                | Rang 6                          |
| LMGTE Pro | Darren Turner     | Stefan Mücke    |                      | Aston Martin Vantage GTE | Rang 7                          |
| LMGTE Am  | Paul Dalla Lana   | Pedro Lamy      | Christoffer Nygaard  | Aston Martin Vantage GTE | Rang 13                         |

### Renndaten
- Gemeldet: 26
- Gestartet: 26
- Gewertet: 21
- Rennklassen: 5
- Zuschauer: 55.000
- Wetter am Rennwochenende: warm und trocken
- Streckenlänge: 4,309 km
- Fahrzeit des Siegerteams: 6:01:44,608 Stunden
- Runden des Siegerteams: 249
- Distanz des Siegerteams: 1072,940 km
- Siegerschnitt: 178,000 km/h
- Pole Position: Timo Bernhard – Porsche 919 Hybrid (#20) – 1:17,442
- Schnellste Rennrunde: André Lotterer – Audi R18 e-tron quattro (#2) – 1:18,367 = 197,900 km/h
- Rennserie: 8. Lauf zur FIA-Langstrecken-Weltmeisterschaft 2014